# 同向荣
同向荣（1939年11月—），男，陕西蒲城人，中华人民共和国政治人物，曾任中华人民共和国广播电影电视部副部长，中央人民广播电台台长。